# Granica chorwacko-włoska
Granica chorwacko-włoska – formalnie granica państwowa pomiędzy Królestwem Włoch a Niepodległym Państwem Chorwackim, istniejąca w latach 1941–1945.
Granica zaczynała swój bieg od rzeki Sawa na zachód od Zagrzebia (w miejscu styku granic okupowanej przez Niemcy i Włochy części Słowenii z Chorwacją). Następnie biegła w kierunku południowo-zachodnim do rzeki Kupa, korytem tej rzeki do Gorskiego kotaru i dochodziła do Morza Adriatyckiego na wschód od Fiume (Rijeki).
Pokrywała się z częścią dawnej (z lat 1867–1918) granicy austriacko-węgierskiej.
Następnie biegła Morzem Adriatyckim z pominięciem wysp włączonych do Włoch – Krk (Veglia), Rab (Arbe) w kierunku południowo-wschodnim, pozostawiała w granicach Chorwacji wyspę Pag (Pago) i wracała na ląd na północ od Zadaru. Biegła następnie na północ od Szybeniku grzbietami gór Velebit i Dinara, by na powrót wrócić ku wybrzeżom Adriatyku w okolicach Splitu – pozostając go po stronie włoskiej, a po stronie chorwackiej wyspy Brač i Hvar. Wyspy Korčula i Mljet pozostawały po stronie włoskiej, dalej granica dochodziła do styku z granicą Czarnogóry (włoskim protektoratem).
Granica powstała w kwietniu 1941 roku po pokonaniu Jugosławii przez wojska Niemiec i Włoch (podpisanie aktu kapitulacji nastąpiło 17 kwietnia 1941 roku) i po proklamowaniu 10 kwietnia 1941 roku przez Chorwatów Niepodległego Państwa Chorwackiego.
W wyniku ustaleń niemiecko-włoskich z 22 kwietnia 1941 roku w Wiedniu doszło do rozbioru terytorium Jugosławii.
Włochy anektowały Słowenię (prowincja Lublana), jugosłowiańskie Pobrzeże oraz Dalmację (bez Dubrownika) z większością wysp adriatyckich i uzyskały jako terytorium okupowane Czarnogórę.
Niepodległe Państwo Chorwackie (faktycznie było włoskim protektoratem kontrolowanym przez Niemcy) obejmowało Chorwację i Bośnię z Hercegowiną. Po kapitulacji Włoch w 1943 tereny okupacji włoskiej zajęły wojska niemieckie, a Chorwacja odzyskała włoską część Dalmacji. Niepodległe Państwo Chorwackie zlikwidowały w maju 1945 roku wojska jugosłowiańskie.